# 979
Het jaar 979 is het 79e jaar in de 10e eeuw volgens de christelijke jaartelling.

## Gebeurtenissen
- Op het eiland Man wordt door de Noormannen de Tynwald ingesteld, het nog steeds bestaande parlement.
- Keizer Otto II trekt op tegen Frankrijk en slaat enige tijd het beleg om Parijs.
- De Vietnamese prins Dinh Lien vermoordt zijn jongere broer Dinh Hang Lang, die door zijn vader, keizer Đinh Bo Linh, tot troonopvolger was benoemd.
- Tribuno Memmo volgt Vitale Candiano op als doge van Venetië.
- Lodewijk V wordt tot medekoning van West-Francië gezalfd.

## Geboren
- Mathilde van Lotharingen, Duits edelvrouw
- Wu Tao, Chinees geneesheer en godheid